# Estefania de Mònaco
La princesa Estefania de Mònaco, comtessa de Polignac (Stéphanie Marie Elisabeth Grimaldi (1 de febrer de 1965) és la filla petita de Rainier III, príncep de Mònaco i de l'actriu americana princesa Gracia de Mònaco, i la germana d'Albert II, príncep de Mònaco, i Carolina, Princesa d'Hannover. Actualment 11a en la línia de successió al tron monegasc, ha estat una cantant, dissenyadora de banyadors i model de moda.

## Educació i vida primerenca

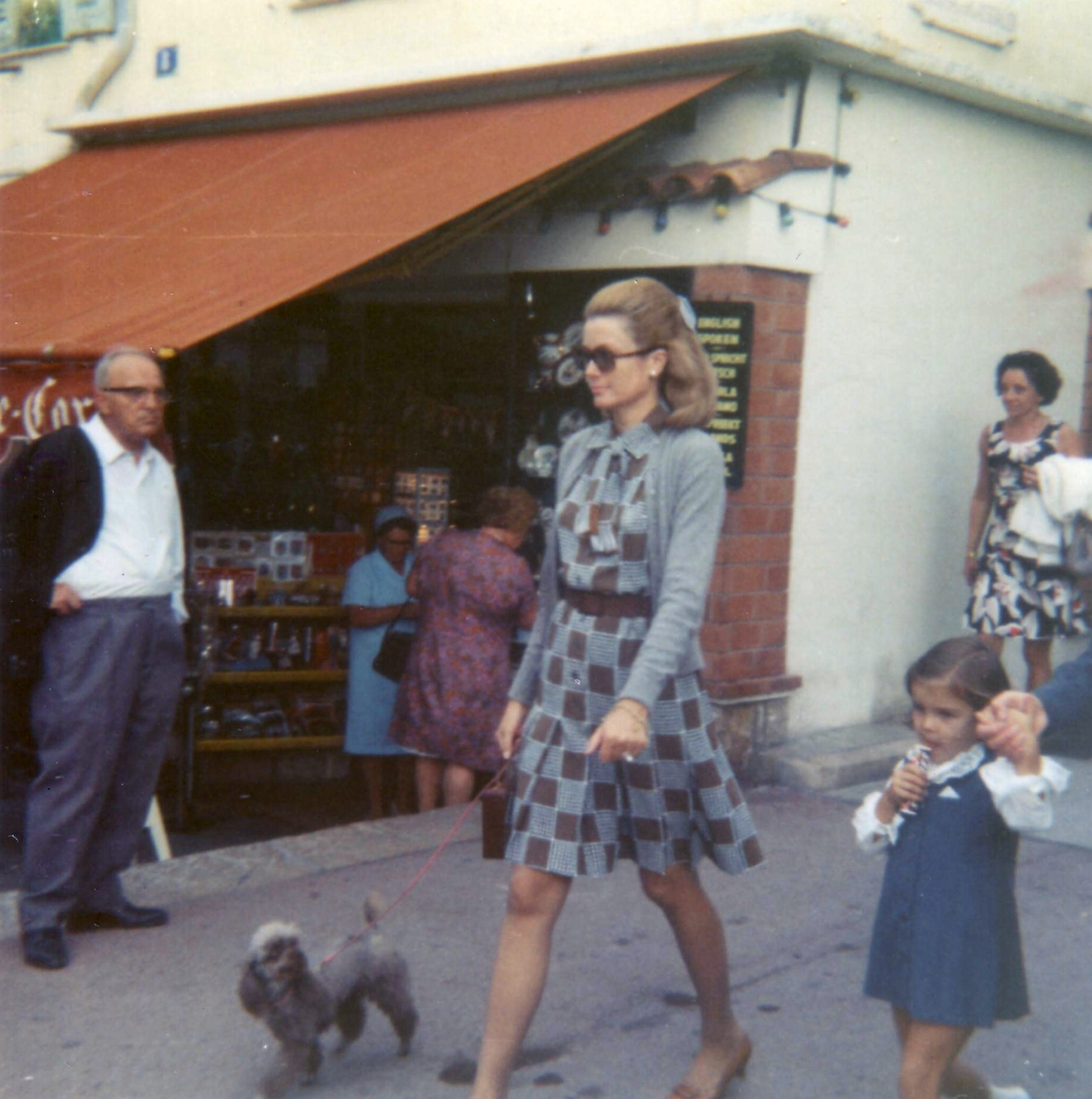
La princesa Estefania passejant amb la seva mare al 1969

Estefania va néixer l'1 de febrer de 1965 al Palau del Príncep de Mònaco, o Palau Grimaldi, essent la tercera i última filla de Rainier III i Grace Kelly, nascuda després dels seus germans Carolina i Albert II. Estefania es digué així per la seva rebesàvia, Stéphanie de Beauharnais. Els seus padrins són el seu oncle matern John B. Kelly Jr. i la germana paterna Elisabeth-Anne de Massy. La seva mare, que va descriure Estefania com una "nena càlida, brillant, divertida, intel·ligent i capaç" i una "bona atleta", la va anomenar amb afecte "nena salvatge" (en francès: enfant terrible).
El 13 de setembre de 1982, Estefania i la seva mare van sofrir un accident automobilístic quan tornaven de la seva granja de Rocagel, França. Grace va morir l'endemà, el 14 de setembre, mentre que Estefania va sofrir una fractura d'una vèrtebra del coll. Encara que la versió oficial era que Grace va sofrir un vessament cerebral mentre conduïa, es rumoreja que Estefania, que va haver de faltar al funeral de la seva mare a causa de la seva recuperació, era la que realment conduïa. La mateixa Estefania es va negar a parlar públicament sobre la mort de la seva mare fins al 1989, quan va concedir una entrevista a l'autor Jeffrey Robinson, insistint que la història no era certa. Ella va dir: "Hi havia molta pressió sobre mi perquè tothom deia que jo havia estat conduint el cotxe, que tot era culpa meva, que jo havia matat la meva mare... No és fàcil quan tens 17 anys viure amb això" No va tornar a parlar del tema fins a una entrevista de 2002 amb la revista francesa Paris Match en la qual repetia la seva negació anterior i parlava del trauma d'estar al costat de la seva mare en el moment de l'accident. Ella va dir: "No només vaig passar pel terrible trauma de perdre la meva mare en una edat molt primerenca, sinó que estava al seu costat en el moment de l'accident. Ningú pot imaginar quant he sofert i encara sofreixo".
Es va educar a les Dames de Saint-Maur, a Mònaco, i després al Dupanloup, a París, França. Estefania va acabar el batxillerat el 1982. Durant els seus anys escolars va estudiar dansa clàssica i piano, i també va competir en gimnàstica i equitació. També va assistir al Campament Oneka, un campament d'estiu per a nenes a les muntanyes de Pocono, on havien assistit anteriorment la seva germana i la seva mare.
Estefania parla i domina el francès, monegasc, anglès i italià. Estefania va rebre el seu batxillerat el 1982.

## Carrera

### Moda
En 1983, després de la seva recuperació física de l'accident que va matar la seva mare, Estefania va iniciar un programa d'aprenentatge a Christian Dior sota la direcció del dissenyador Marc Bohan. L'any següent debuta com a model en l'especial bianual d'alta costura que publica la revista espanyola Hola! El 1985, Estefania va aparèixer també en l'edició alemanya de Vogue i l'americana de Vanity Fair. També es va convertir en portaveu de la línia de bellesa suïssa La Prairie, per la qual va ser fotografiada per Horst, i va aparèixer en la portada del Vogue francès, fotografiada pel difunt Helmut Newton, el setembre de 1986.

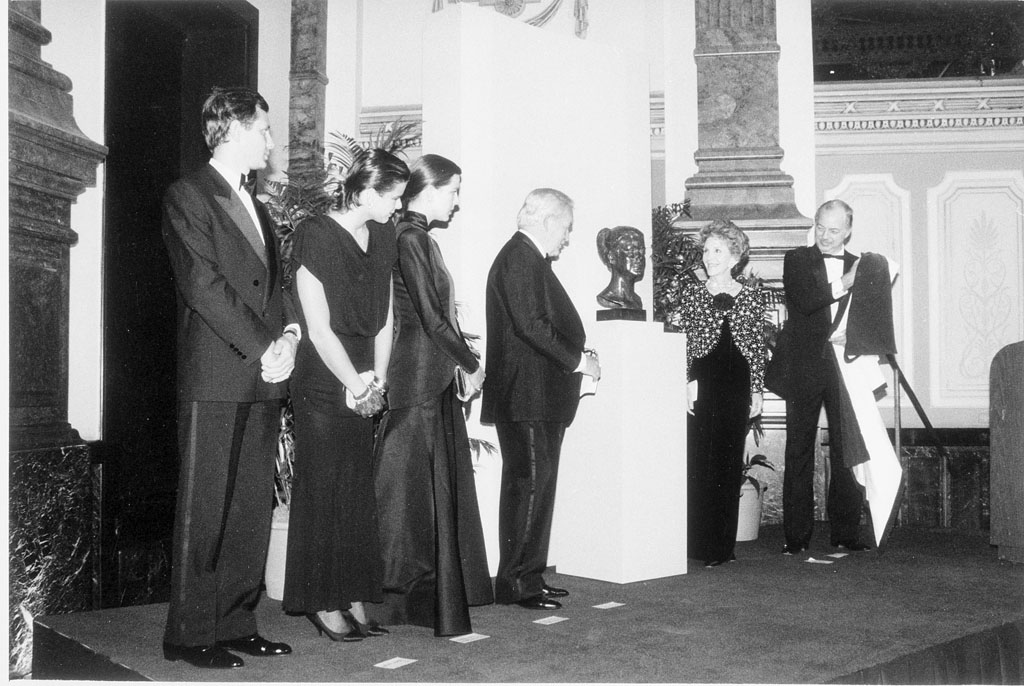
Els dignataris es reuneixen a la National Portrait Galley l'octubre de 1986 per a la presentació d'un retrat de la princesa Grace de Mònaco per la seva família. Inclou (l-r): Stefano Casiraghi, Princesa Estefania, Princesa Carolina, Príncep Ranier III, Primera Dama Nancy Reagan i el Secretari Robert Adams.

El 1986, Estefania va llançar una línia de banyadors, Pool Position, amb Alix de la Comble, a qui va conèixer durant el seu internat a Dior. La desfilada de moda per presentar la línia, que va tenir lloc a l'Sporting Club de Mònaco i a l a qual van assistir el Príncep Rainier III, el Príncep Albert i la Princesa Carolina, va ser un gran esdeveniment que van cobrir els mitjans de comunicació de tot el món. El 1989, Estefania va llançar el perfum amb el seu nom.
Estefania és copropietària dels cafès i botigues Replay a Mònaco i Barcelona. El desembre de 2008 va editar i ser portada de la revista Vogue Paris.

### Carrera musical

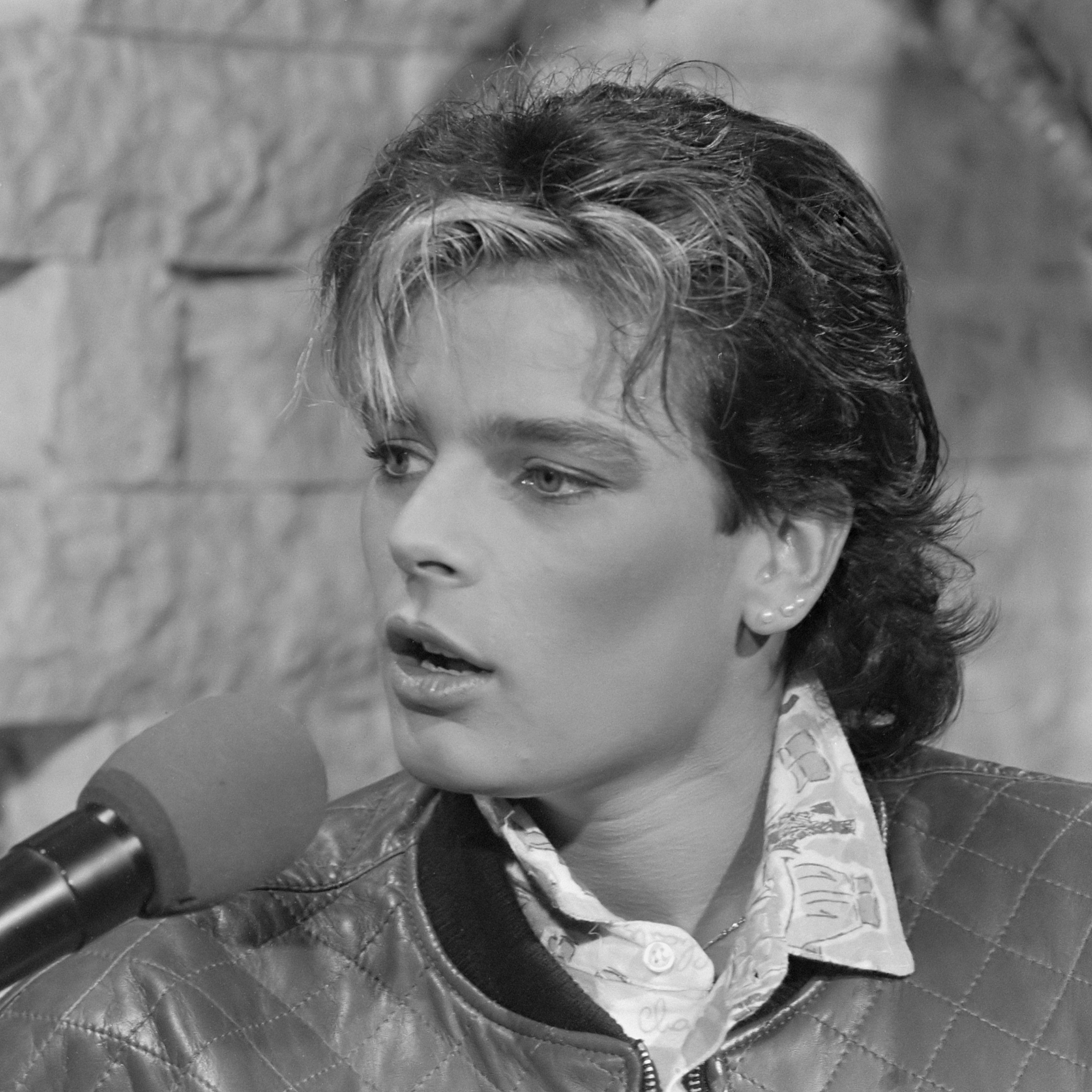
Estefania de Mònaco en 1986.

El febrer de 1986, Estefania va produir i llançar el seu primer senzill amb el segell francès Carrere, sota la producció d'Yves Roze. La cançó "Ouragan" i la seva versió en anglès "Irresistible" van ser dos èxits internacionals, que suposadament van vendre més de 2 milions de còpies. "Ouragan" és un dels singles més venuts a França de tots els temps. L'àlbum complet Besoin, editat com a Stéphanie en alguns països, va vendre més d'1,5 milions, amb 100.000 còpies a França. El senzill "Flaix", així com la seva versió en anglès "One Love to Give", també va tenir èxit a tot Europa. El gener de 1987, Estefania va llançar el senzill "Young Ones Everywhere" en benefici d'UNICEF.
Aquest mateix any, Estefania es va traslladar a Los Angeles per gravar un nou àlbum. No obstant això, hi va dedicar cinc anys. L'àlbum Stéphanie, publicat el 1991, va tenir unes vendes decebedores i crítiques negatives malgrat la gira promocional, que incloïa una actuació al The Oprah Winfrey Xou. Estefania va acabar la seva carrera musical després de gravar "In the Closet" amb Michael Jackson per al seu àlbum Dangerous. La cançó es va convertir en un èxit mundial i va aconseguir el top 10 als Estats Units, però Estefania va ser acreditada en el single sota l'àlies "Mystery Girl" i la seva participació en la cançó no es va revelar fins uns anys més tard. En 2006 va tornar breument a la cançó, quan va gravar "L'Or de nos vies", un senzill benèfic, juntament amb la seva fundació Fight AIDS.

### Filantropia i mecenatge
Estefania és presidenta de diverses associacions, entre elles el Centre Juvenil de Mònaco i el Centre d'Activitats Princesa Estefania, i és membre honorari de la Fundació Princesa Grace - Estats Units. També ha estat la patrona del Festival Internacional de Circ de Montecarlo, al qual assisteix regularment, i de l'Associació Mundial d'Amics de la Infància (AMADE), fundada en 1963 per la seva mare Grace, Princesa de Mònaco. Des de 1985, Estefania presideix el Gran Premi de Màgia de Montecarlo i el Festival Internacional de Teatre Amateur. És també la presidenta del Théâtre Princesse Grace.
En el 2003, Estefania va crear la seva Women Face the AIDS, el qual esdevenia Fight AIDS Mònaco el 2004, amb l'objectiu de donar suport a les persones que viuen amb el VIH i combatre l'estigma social associat a la malaltia. Des de 2006, Estefania és ambaixadora del Programa Conjunt de les Nacions Unides sobre el VIH/SIDA (ONUSIDA). Aquest mateix any, juntament amb el grup de cantants, va llançar un senzill benèfic "L'Or de nos vies". El 26 de juny de 2010, Estefania va inaugurar, amb la presència del Príncep Albert, la Casa de Vida (francès: Maison de Vie) a Carpentras, Vaucluse, França, que ofereix ajuda psicològica i material a les persones que viuen amb el VIH i la SIDA i a les seves famílies. Estefania ha organitzat nombrosos esdeveniments, com subhastes, concerts i gales, per donar suport a la seva fundació.

## Vida personal

Monograma reial

Estefania havia sortit amb Paul Belmondo, Anthony Delon, Roba Lowe, Mario Oliver Jutard i Jean-Yves Le Fur abans que comencés una relació amb el seu guardaespatlles Daniel Ducruet el 1992.
La parella va tenir dos nens:
- Louis Robert Paul Ducruet, nascut el 26 novembre de 1992 a l'Hospital Princesa Grace de Mònaco.
- Pauline Grace Maguy Ducruet, nascuda el 4 maig de 1994 a l'Hospital Princesa Grace de Mònaco.

Els nens van ser inclosos en la línia de successió al tron monegasc quan Estefania es va casar amb Ducruet l'1 de juliol de 1995 a Mònaco. La parella es va divorciar el 4 d'octubre de 1996.
Estefania va donar a llum el seu tercer fill:
- Camille Marie Kelly Gottlieb, el 15 de juliol de 1998 a l'Hospital Princesa Grace de Mònaco a Monte Carlo, Mònaco[28]

Encara que no va identificar el nom del pare en l'acta de naixement, es rumoreja que el pare de Camille és Jean Raymond Gottlieb. De fet, la mateixa Camille ha reconegut Gottlieb com el seu pare. Com que els seus pares mai es van casar, Camille no està inclosa en la línia de successió al tron monegasc.
En 2001, Estefania va començar una relació amb el casat i entrenador d'elefants Franco Knie i es va traslladar, juntament amb els seus tres fills, a la caravana de circ de Knie. No obstant això, aquesta relació va arribar a la seva fi el 2002, i Estefania i la seva família van tornar a Mònaco. El 12 de setembre de 2003, Estefania va contreure matrimoni amb l'acròbata portuguès Adans Lopez Peres, membre del grup de circ de Knie. El matrimoni va acabar en divorci el 24 de novembre de 2004.
Stéphanie és la padrina d'Andrea Casiraghi, el fill gran de la seva germana, la Princesa Carolina de Mònaco.
La Princesa Estefania i la seva família viuen a Villa Clos Saint-Martin, a Mònaco.

## Discografia

### Àlbums d'estudi
- 1986, Besoin, amb Julisa/Carrere
- 1991, Stéphanie, amb WTG/Epic

### Àlbums de recopilació
- 2011, Col·lecció Référence 80 - Le meilleur des Annéss 80, amb LM Music

### Singles
- 1986, "Ouregan/Irresistible" (àlbum Besoin)
- 1986, "Flash/One Love to Give" (àlbum Besoin)
- 1987, "Fleurs du mal" (àlbum Besoin)
- 1987, "Live Your Life" (àlbum Besoin)
- 1991, "Winds of Chance" (àlbum Stéphanie)
- 1991, "You don't Die from Love" (àlbum Stéphanie)

### Singles promocionals
- 1987 "Young Ones Everywhere" (àlbum Besoin)

### Singles presentats
- 1992, "In the closet", Michael Jackson, protagonitzat per Estefania (àlbum Dangerous)
- 2006, "L'Or de nos vies", com a part de la lluita contra la sida

## Títol, estils i honors

### Títols i estils
- 1 febrer 1965 – present: La seva Sereníssima Altesa la Princesa Estefanía de Mònaco, Comtessa de Polignac

### Honors
- Mònaco : Cavaller de la Creu Magnífica de l'Ordre de Grimaldi[36][37][38][39]
- Mònaco : Destinatària Cancellera de la Medalla de Creu Vermella[40]